# Ken Noel
Ken Noel (Vienna, 9 gennaio 1991) è un ex calciatore austriaco, di ruolo attaccante.